# اکتور مارچنا
اکتور مارچنا (اسپانیایی: Héctor Marchena‎؛ زادهٔ ۴ ژانویهٔ ۱۹۶۵) بازیکن فوتبال اهل کاستاریکا بود.
از باشگاه‌هایی که در آن بازی کرده‌است می‌توان به باشگاه ورزشی کارتاگینیس اشاره کرد.
وی همچنین در تیم ملی فوتبال کاستاریکا بازی کرده‌است.